# Černěves
Černěves är en ort i Tjeckien.   Den ligger i regionen Ústí nad Labem, i den nordvästra delen av landet, 40 km norr om huvudstaden Prag. Černěves ligger 154 meter över havet och antalet invånare är 204.
Terrängen runt Černěves är platt.Runt Černěves är det tätbefolkat, med 297 invånare per kvadratkilometer. Närmaste större samhälle är Litoměřice, 11,8 km nordväst om Černěves. Trakten runt Černěves består till största delen av jordbruksmark.